# Vassilios Kotronias
Vassilios Kotronias (en grec: Βασίλειος Κοτρωνιάς; nascut el 25 d'agost de 1964) és un jugador i escriptor d'escacs grec, que té el títol de Gran Mestre des de 1990. Entre 1998 i 2004 va representar Xipre. El 2014 es va presentar a les eleccions al Parlament Europeu amb to Potami.
A la llista d'Elo de la FIDE del gener de 2022, hi tenia un Elo de 2485 punts, cosa que en feia el jugador número 11 (en actiu) de Grècia. El seu màxim Elo va ser de 2628 punts, a la llista de gener de 2008 (posició 99 al rànquing mundial).

## Resultats destacats en competició
Kotronias va obtenir el títol de Mestre Internacional el 1986 i el de Gran Mestre el 1990. Ha estat nou cops campió de Grècia.
Entre les seves victòries en torneigs internacionals destaquen les del torneig d'escacs Acropolis el 1988, Komotini 1993, Corfu 1993, Gausdal 1994 i 1995, Rishon le Zion 1996, Panormo 1998, novament l'Acròpolis de 2003, i el torneig de Hastings 2003/04 (ex aequo amb Jonathan Rowson).
A finals de 2005, va participar en la Copa del món de 2005 a Khanti-Mansisk, un torneig classificatori per al cicle del Campionat del món de 2007, on tingué una actuació regular, i fou eliminat en segona ronda per Aleksei Xírov.
El 2008 empatà als llocs 1r-8è amb Vugar Gaixímov, David Arutinian, Iuri Krivorutxko, Konstantín Txernixov, Andrei Deviatkin, Serhí Fedortxuk i Erwin L'Ami a l'Obert de Cappelle-la-Grande.

### Participació en competicions per equips
Kotronias ha participat en moltes olimpíades d'escacs des de 1984, nou cops al primer tauler, amb uns bons resultats globals de +63 −29 = 62 (61%). En set participacions en el Campionat d'Europa per equips, sempre al primer tauler, hi té uns resultats de +19 −13 = 26. A León, el 2001, hi va guanyar la medalla d'argent individual pel seu marcador de 5½/8. També va obtenir una medalla de bronze individual per la seva actuació al segon tauler a l'olimpíada de Dresden de 2008 i una medalla d'or al millor tauler reserva al campionat d'Europa per equips de Varsòvia de 2013.

## Partides notables
- Vasilios Kotronias vs Evgeny Tomashevsky, Campionat d'Europa d'escacs individual de 2013, obertura Ruy López, defensa Morphy, Steinitz diferida (C79), 1-0.
- Vasilios Kotronias vs Hikaru Nakamura Gibtelecom (2009), defensa Caro-Kann, variant clàssica (B18), 1-0.
- Peter Heine Nielsen vs Vasilios Kotronias, Hastings 2004, defensa índia de rei: variant ortodoxa, sistema clàssic (E98), 0-1.
- Vasilios Kotronias vs Nikolaos Skalkotas, 34è campionat de Grècia per equips de 2005, obertura Ruy López, variant tancada, defensa Txigorin (C99), 1-0.
- Laurent Fressinet vs Vasilios Kotronias, 12è Campionat d'Europa d'escacs individual (2011), defensa índia de rei: variant ortodoxa, sistema Gligoric-Taimanov (E92), 0-1

## Publicacions
- Carlsen's Assault on the Throne (2013), per Vassilios Kotronias & Sotiris Logothetis
- Kotronias on the King's Indian Fianchetto Systems (2013), per Vassilios Kotronias
- Kotronias, Vassilios (2011). The Grandmaster Battle Manual. Quality Chess. ISBN 978-1-906552-52-7.
- (Amb Andreas Tzermiadianos) Beating the Petroff, Sterling Pub Co Inc, 2005.
- Beating the Flank Openings, Batsford Chess Library, 1998.
- Beating the Caro-Kann, Batsford Chess Library, 1994.